# Gold-Lauch
Der Gold-Lauch (Allium moly), auch bekannt als Sommer-Bärlauch oder Gelber Bärlauch, ist eine Pflanzenart aus der Gattung Lauch (Allium) innerhalb der Familie der Amaryllisgewächse (Amaryllidaceae).

## Beschreibung

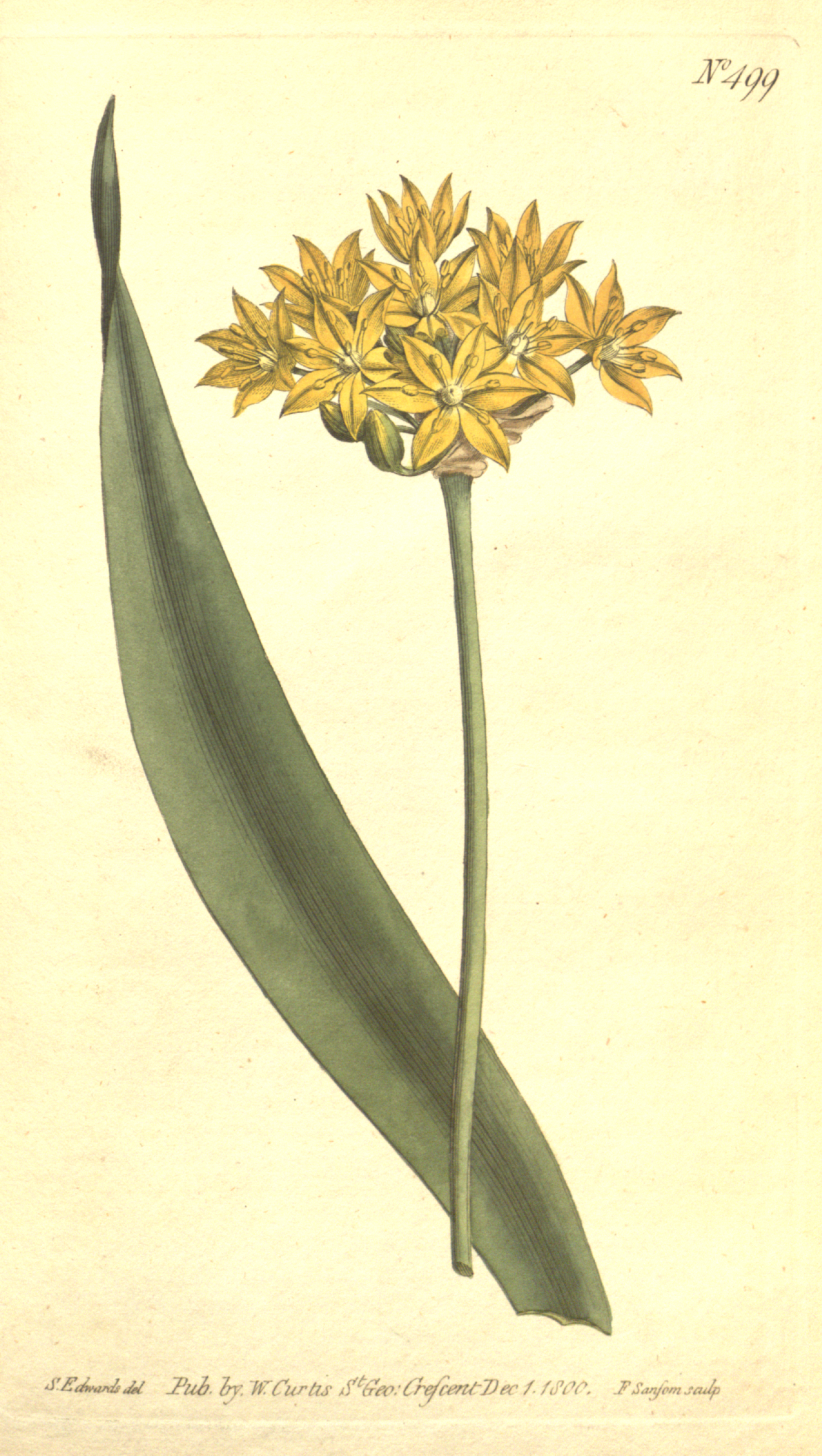
Illustration aus The Botanical Magazine, Volume 14, 1800, Tafel 499

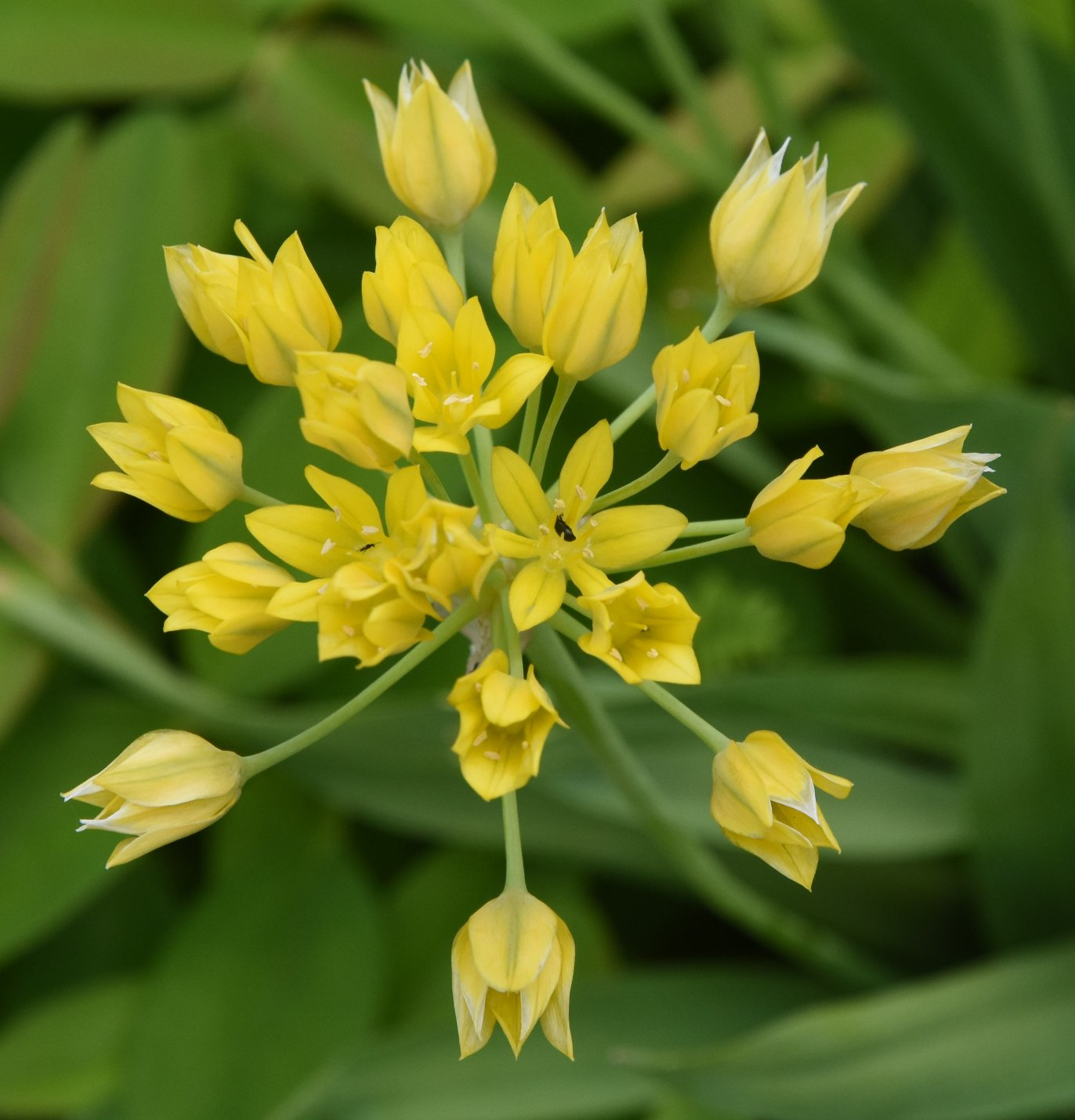
Blütenstand mit weitglockigen Blüten in der Mitte und bereits verblühten Blüten am Rand

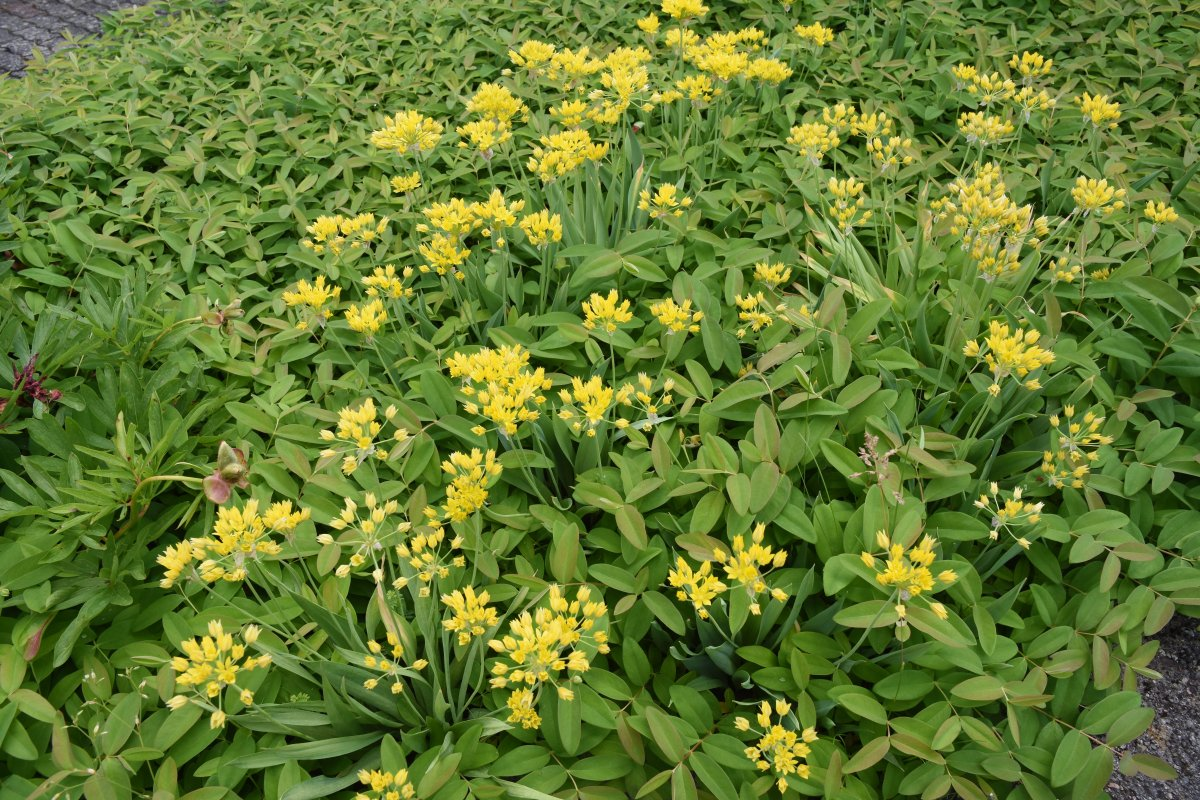
Bestand von Allium moly zwischen Hypericum calycinum

### Vegetative Merkmale
Der Gold-Lauch ist eine kahle, ausdauernde krautige Pflanze. Als Überdauerungsorgan wird eine kugelig-eiförmige Zwiebel mit grauer, derber, runzeliger und löchriger Haut gebildet. Die vegetative Vermehrung geschieht durch Nebenzwiebeln.
Die ein bis zwei grundständigen, parallelnervigen Laubblätter sind bei einer Breite von 12–50 Millimetern lanzettlich, schlaff, flach und von grün-glauker Farbe. Die Blätter sind kürzer als der Blütenstengel und während der Blütezeit vorhanden.

### Generative Merkmale
Auf einem bis zu 30 Zentimeter langen Blütenstandsschaft befindet sich ein halbkugeliger, doldiger Blütenstand mit durchscheinend weißlicher bis bräunlicher häutiger Hülle. Die Blütenstiele sind 1–3 Zentimeter lang, etwas länger bis dreimal so lang wie die Blüten.
Die zwittrigen Blüten sind radiärsymmetrisch, dreizählig und weitglockig. Die sechs gleichgestaltigen Blütenhüllblätter sind goldgelb mit einem grünen Mittelstreif an der Außenseite und 6–10 Millimeter lang, frei, länglich-elliptisch, spitzlich oder stumpflich. Die sechs Staubblätter sind kürzer als die Blütenhüllblätter und ragen nicht aus der Blütenkrone hervor; die Staubbeutel sind gelb. Der Griffel überragt die Staubblätter meist nicht.
Die Blütezeit liegt am natürlichen Standort im Mai, in Mitteleuropa erstreckt sie sich bis in den Juli.
Die Chromosomenzahl beträgt 2n = 14.

## Ökologie
Beim Gold-Lauch handelt es sich um einen Geophyten.

## Vorkommen
Carl von Linné nennt in der Erstveröffentlichung als Verbreitung: „Hungaria, Baldo, Monspelii“, also Ungarn, den Monte Baldo und Montpellier. Der Gold-Lauch kommt ursprünglich im westlichen Mittelmeerraum (Südfrankreich, östliches Spanien, Marokko, Algerien) vor. Er gedeiht an trockenen Säumen und auf Kalkgeröll. Um 1900 war er bereits vereinzelt in Mühlhausen in Thüringen nachgewiesen.
Möglicherweise breitet sich der Gold-Lauch in Mitteleuropa als Kulturflüchtling von Orten, an denen er von Menschen angepflanzt wurde, aus.

## Systematik
Die Erstveröffentlichung von Allium moly erfolgte 1753 durch Carl von Linné in Species Plantarum, Tomus I, S. 301. Das Artepitheton moly bezeichnet im griechischen das Wunderkraut, welches Hermes gegen die Hexenkünste der Kirke benutzte.
Die Art Allium moly gehört zur Sektion Molium W.D.J.Koch aus der Gattung Lauch (Allium).
Seit 2015 werden von Allium moly zwei Unterarten unterschieden:
- Allium moly L. subsp. moly (Syn.: Allium aureum Lam., Allium flavum Salisb.): Die Nominatform ist größer (19–30 cm), hat mehrere breitere und längere Blätter von grasgrüner Farbe und reichblütige (9–16 Blüten) Blütenstände; sie kommt außer im Areal der subsp. glaucescens im gesamten Areal der Art vor.
- Allium moly L. subsp. glaucescens P.P.Ferrer, R.Ferrer, E.Laguna & Guara: Sie wurde 2015 erstbeschrieben. Sie kommt wohl nur in einem kleinen Areal in der Gegend von Valencia vor, ist kleiner (15–24 cm), hat nur ein einzelnes Blatt, das kürzer sowie schmäler ist und von glauker Farbe, wenigblütige (3–11 Blüten) Blütenstände und unterscheidet sich bezüglich der Inhaltsstoffe.

## Nutzung
Der Gold-Lauch wird als winterharte und trockenheitsverträgliche Zierpflanze kultiviert, die auch als Schnittblume geeignet ist. Die sehr aromatischen Laubblätter können wie Bärlauch in der Küche verwendet werden. Wegen der späteren Blütezeit stehen sie noch zur Verfügung, wenn Bärlauch schon verblüht ist und dessen Blätter verwelkt sind.

## Belege

## Historische Literatur
- Georges Rouy: Flore de France, Tome XII, 1910, S. 373 (Digitalisat).